# 泉仲遵
泉仲遵（515年—559年），又名恭，西魏、北周官员、军事人物。上庸郡丰阳县人，泉企之子，泉元礼之弟。
泉仲遵年轻时性格谨实，涉猎经史。十三岁，召到洛州为郡主簿。十四岁为丰阳县令。长大后，跟随父兄征讨，以勇决知名。大統三年（537年），東魏高昂攻打洛州，泉仲遵受父命率五百人出战。众寡不敌，退入上洛城，与父亲泉企力战拒守。矢尽，以棒杖拒敌，流矢中目，不能再战。上洛城陷，父亲泉企、兄长泉元礼被押送到邺城，泉仲遵負傷，没有出行。泉元礼逃回，兄弟二人斬杜窋，以功封丰阳县伯，邑五百户。加征東将軍、豫州刺史。他和泉元礼参加沙苑之战，泉元礼阵亡，泉仲遵于是担任洛州刺史。
大統九年（543年），東魏北豫州刺史高仲密以成皋降西魏，宇文泰率軍接应，别派泉仲遵跟随于謹攻打柏谷塢。泉仲遵力战先登，擒获東魏将领王显明。攻克柏谷塢，与西魏大军会合，参加邙山之战。大統十三年（547年），王思政移镇颍川，以泉仲遵行荆州刺史事。大統十五年（549年），加任大都督。進位車騎大将軍、儀同三司。
南朝梁司州刺史柳仲礼侵犯西魏南边，宇文泰令泉仲遵率乡兵从开府杨忠抵御。梁朝隨郡太守桓和拒守不降。楊忠认为討伐目的在于柳仲礼，不在于隨郡，于是先討柳仲礼，获胜则桓和不攻自服。泉仲遵认为孤军深入，後方置敵，局势危险，建议先打隨郡，楊忠听从泉仲遵的意見。泉仲遵为先頭攻打隨郡，擒获桓和。又在楊忠属下攻打柳仲礼，又擒获柳仲礼。泉仲遵進位驃騎大将軍、開府儀同三司，兼洛州大中正。代行荊州刺史，都督三荊二襄二广南雍平信隨江二郢析十五州諸軍事。母亲去世，请服丧辞職，朝廷不許。
大統十七年（551年），大将军王雄南征上津、魏興，泉仲遵在王雄属下参加征战。西魏废帝元年（552年），在上津置南洛州，泉仲遵担任南洛州刺史。東梁州少数民族首領杜清和自称巴州刺史，与安康郡首領黄众宝联合起兵，包围東梁州。再派遣王雄镇压反乱。改巴州为洵州，也置于泉仲遵統治下。他治理清廉簡素，諸蛮族都顺服泉仲遵的統治。
嗣爵亡父的上洛郡公，旧封听其回授一子。西魏恭帝元年（554年），召還長安，受号左衛将軍。出为都督金興等六州諸軍事、金州刺史。武成元年（559年）、在官任上去世。享年四十五岁。追贈大将軍、華洛等三州刺史。谥庄。
其子泉端嗣爵，建德末年，位至开府仪同大将军。